# Schnellgreifbühne
Die Schnellgreifbühne ist ein Hilfsmittel der Markt- und Produktforschung. Sie dient dazu, die Wirkung von verschiedenen Produktgestaltungen auf einzelne Probanden zu testen.
Es handelt sich dabei um einen Kasten, der von einem Vorhang verdeckt ist. Hinter dem Vorhang befinden sich verschiedene Test-Objekte: vergleichbare Varianten von Artikeln oder derselbe Artikel in verschiedenen Verpackungen. Der Vorhang wird zur Seite gezogen und der Proband soll nun spontan nach dem besten Artikel greifen – dem Objekt mit der für ihn höchsten Attraktivität. Der Vorgang soll möglichst schnell und ohne bewusstes Nachdenken erfolgen.
Dieser Test wird durchgeführt, um bereits eingeführte Produkte im Vergleich zu den Mitbewerbern zu bewerten oder um Entscheidungen während der Entwicklung von Produktverpackungen zu überprüfen.